# Колесо Лейбница

В показанном положении счётное колесо входит в зацепление с тремя из девяти зубьев колеса Лейбница

Колесо Лейбница или шаговый барабан — цилиндр с набором зубьев увеличивающейся длины, которые затем входят в зацепление со счётным колесом. Использовалось в механических вычислительных устройствах типа арифмометров. Изобретённое Готфридом Лейбницем в 1673 году, оно использовалось три столетия до появления электронных калькуляторов в середине — конце 1960-х годов.
Лейбниц построил арифмометр, основанный на этой разработке, в 1694 году. Колесо Лейбница сделало известным Шарля Тома де Кольмара, который использовал его, спустя полтора века после изобретения Лейбницем, в своём первом массово производимом арифмометре. Оно также использовалось в популярном карманном арифмометре Curta, выпускавшимся в 1948—1970 годах.

## Концепция
В суммирующей машине Паскаля числа вводятся оператором, который вручную продвигает колесо счётчика на нужное количество единиц. Лейбниц добавил к суммирующей машине Паскаля ещё одно колесо - колесо Лейбница, после чего оператору нужно было указать переключателем нужное количество вводимых единиц и повернуть колесо Лейбница на один оборот.
  
Колесо Лейбница является генератором заданного переключателем числа импульсов (от 0 до 9) за один оборот колеса, которые поступают на счётное колесо счётчика, являющегося накапливающим сумматором. За первый оборот в счётчик поступает количество импульсов, равное первому слагаемому, за второй — второму слагаемому и т. д. Счётчик считает все поступившие в него импульсы, то есть производит суммирование всех слагаемых. При переполнении разряда на следующий разряд через колесо переноса поступает единица переноса. Для вычитания колесо Лейбница нужно повернуть в обратном направлении.
Теоретически, колесо Лейбница может работать в любой системе счисления, для работы в двоичной системе счисления на цилиндре должен быть один зуб, для работы в троичной системе счисления на цилиндре должно быть два зуба, для работы в n-ичной системе счисления на цилиндре должно быть n − 1 зубьев.